# Óscar Freire
Óscar Freire Gomez, född 15 februari 1976 i Torrelavega, Kantabrien, är en spansk professionell tävlingscyklist och trefaldig världsmästare i linjelopp i sin sport. Han tävlade för Rabobank från 2003 till 2011. Under säsongen 2012 cyklar han för Team Katusha.
Freire är känd för att vara en bra spurtare men klarar sig också bra i backar. Freire behöver som spurtare inte mycket hjälp från sina stallkamrater för att hitta en god position inför spurterna, i jämförelse med många andra spurtare. Freire har tagit runt 70 segrar i sin karriär, däribland fyra etapper på Tour de France och sju i Vuelta a Espana. Han vann den gröna poängtröjan i Tour de France 2008. Freire har vunnit Milano-Sanremo tre gånger men också vunnit Vattenfall Cyclassics, Gent-Wevelgem och Paris-Tours.

## Vitalicio Seguros
Óscar Freire tog silvermedaljen i U23-världsmästerskapens linjelopp 1997, vilket ledde honom till ett proffskontrakt. Óscar Freire blev professionell 1998 med det spanska stallet Vitalicio Seguros. Under året tog han sin första proffssegern när han vann en etapp på Vuelta a Castilla y León. Han slutade också på prispallen på Clasica de Almeria, Circuit de Getxo och de spanska mästerskapen.
Under året 1999 var Freire knäskadad och han tävlade bara under elva dagar mellan februari och september. Freire hade under säsongen inte vunnit någon stor tävling, men tog andra platsen i Trofeo Luis Ocana. Trots det blev Freire uttagen till det spanska VM-laget i Verona. Under loppet var han närvarande i den grupp av nio cyklister som skulle komma att kämpa för segern. Med 500 meter kvar av loppet valde spanjoren att attackera och den okända spanjoren vann världsmästerskapens linjelopp framför de stora favoriterna.

## Mapei

### 2000
Inför året 2000 blev Freire kontrakterad av det italienska Mapei-stallet, som hade varit rankat som det bästa laget sedan 1994. Det året vann spanjoren elva tävlingar, däribland Trofeo Mallorca, en etapp i Tour de la Communauté valencienne och den sjunde etappen på Tirreno-Adriatico. Han slutade på andra plats i Trofeo Luis Puig bakom Erik Zabel. Han slutade också trea i spurten i Milano-Sanremo.
Under säsongen visade han upp att han hade talang i de klassiska cykeltävlingarna. Han slutade på nionde plats i Amstel Gold RaceLänktitel, femma på Clásica de San Sebastián och sexa i Züri Metzgete.
Freire deltog i sin första Grand Tour, Vuelta a España, där han vann två etapper innan han klev av. I slutet av säsongen förlorade han sin världsmästerskapstitel till Romans Vainsteins, men Freire tog ändå bronsmedaljen. På Lombardiet runt slutade han på 13:e plats efter att han slutat tvåa i Escalade de Montjuich.

### Världsmästare igen

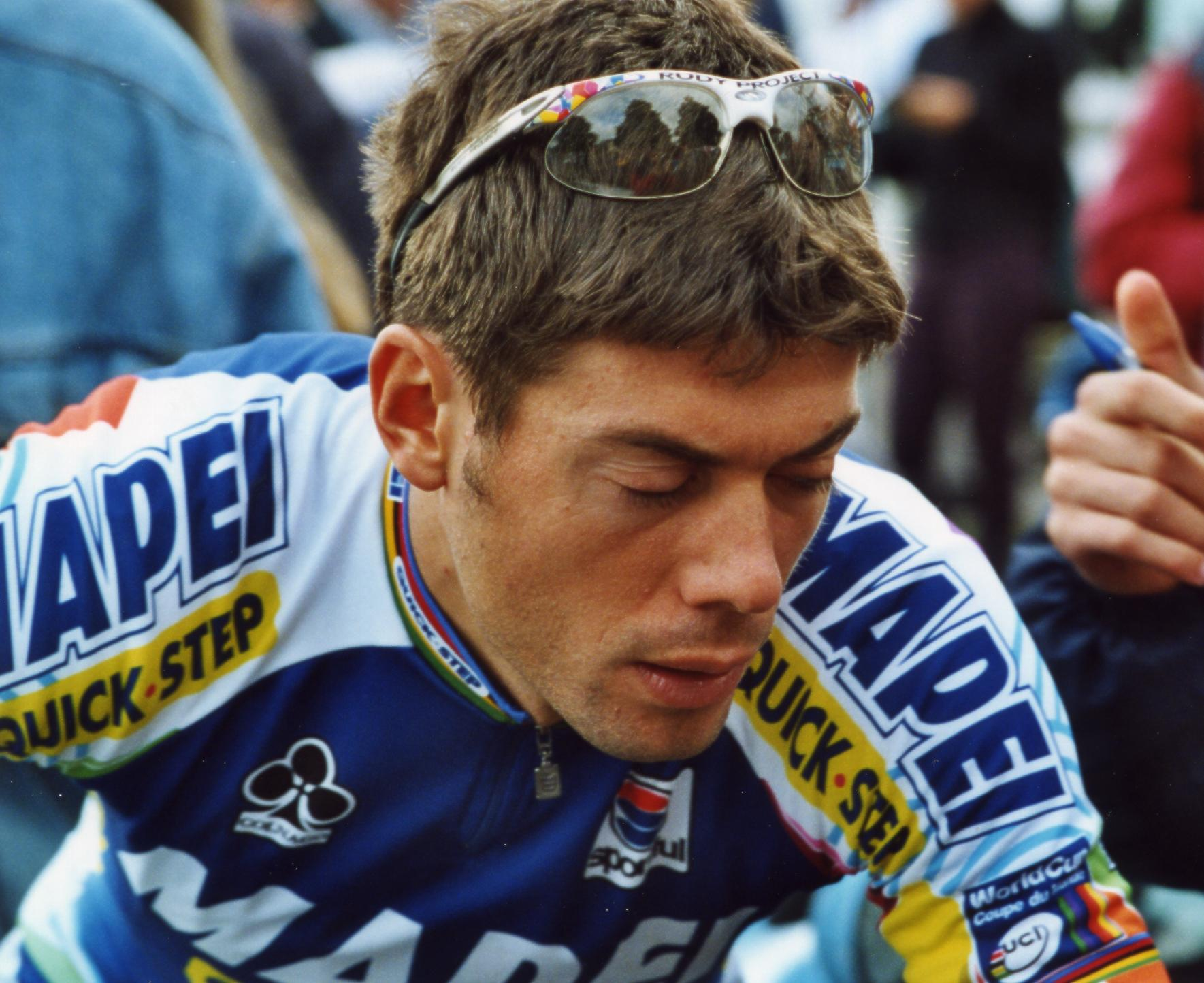
Óscar Freire under Paris-Tours 2001

I början av året 2001 hade Freire ryggproblem som hindrade honom från att tävla. I början av juni vann han en etapp på Tyskland runt. På grund av sjukdom var han borta från tävlande till och med augusti, då han vann en etapp på Vuelta a Burgos, där han också vann poängtävlingen. Freire startade Vuelta a Espana men tvingades avbryta. Med två veckor kvar av den dittills misslyckade säsongen slutade Freire tvåa i det klassiska loppet Paris-Tours, två sekunder bakom fransmannen Richard Virenque. Några dagar därpå vann spanjoren spurten i världsmästerskapens linjelopp i Lissabon och han tog därmed sin andra VM-titel i karriären, trots att han bara var 25 år.

### 2002
Säsongen 2002 började lyckosamt. I februari vann spanjoren de två loppen Trofeo Manacor och Trofeo Cala Millor. På Tirreno-Adriatico slutade spanjoren på tredje plats i slutställningen. Han slutade femma i Milano-Sanremo.
Freire tog femte plats i Amstel Gold Race, innan han slutade fyra i Rund um den Henninger Turm. I juli deltog han i sin första Tour de France och vann etapp 3. Han avbröt loppet innan cyklisterna hunnit cykla upp för Pyrenéerna.
Han slutade på elfte plats i Clásica de San Sebastián, men var inte lyckosam i Vuelta a Espana, som han avbröt.

## Rabobank
Freire gick över till det nederländska stallet Rabobank inför säsongen 2003. Säsongen började framgångsrikt med två etappvinster på Tour de la Communauté valencienne och han fick bära ledartröjan under några etapper innan Javier Pascual Llorente tog över ledningen. Óscar Freire vann den sista etappen av Tirreno-Adriatico och slutade på sjunde plats i Milano-Sanremo. Freire slutade på andra plats i Brabantse Pijl bakom lagkamraten Michael Boogerd. Spanjoren slutade på 14:e plats i Amstel Gold Race och blev femma i Rund um den Henninger Turm. Efter en viloperiod kom han tillbaka till tävlandet i junimånad, då han vann etapp 5 av Katalonien runt. I juli cyklade han i Tour de France för andra gången i sin karriär. För första gången i sin karriär avslutade han en Grand Tour, men han vann inga etapper under det franska etapploppet, där de flesta av spurterna blev vunna av Alessandro Petacchi.
Under fortsättningen av säsongen vann han de två första etapperna av Giro della Provincia di Lucca och vann slutställningen. Två veckor senare tog han nionde platsen i världsmästerskapen.

### Rekord i världsmästerskapen

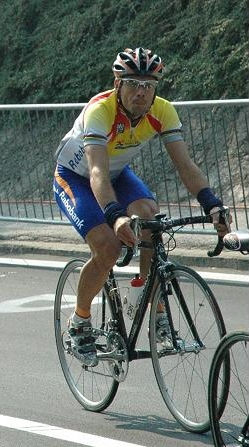
Óscar Freire i den spanska landslagsdräkten.

2004 blev ett framgångsrikt år för Freire. Säsongen började bra då han vann Trofeo Alcudia och slutade på prispallen i Trofeo Mallorca och Trofeo Soller.
Efter två andraplatser på Vuelta a Andalucia vann spanjoren Trofeo Luis Puig för andra gången i sin karriär. I Tirreno-Adriatico vann Freire den tredje etappen och tog ledartröjan. Dagen därpå förlorade han den till Paolo Bettini, men slutade ändå på andra plats totalt. Inför Milano-Sanremo var han en av favoriterna och han missade inte sin chans till segern. Tysken Erik Zabel gjorde sin segergest för tidigt och Freire kom förbi Zabel och vann därmed loppet med tre centimeter framför tysken. Därmed vann den dubbla världsmästaren sin första stora klassiker.
I april slutade han på 14:e plats i både Amstel Gold Race och Liège-Bastogne-Liege. I augusti vslutade han på fjärde plats i HEW Cyclassics, elva i Clásica de San Sebastián och nia i Züri Metzgete. Freire deltog i Vuelta a Espana och han vann den sjätte etappen. Slutligen den 3 oktober 2004 i Verona, på samma bana där han vann sin första världsmästartitel år 1999, kröntes Freure till världsmästare för tredje gången, ett rekord som han delar med de legendariska cyklisterna Alfredo Binda, Rik van Steenbergen och Eddy Merckx. 28 år gammal blev han den yngste trefaldig världsmästaren i historien.

### 2005
Den tredje säsongen i den regnbågsfärgade världsmästartröjan började återigen bra. Redan innan slutet av mars hade spanjoren vunnit Brabantse Pijl, Trofeo Alcudia och Trofeo Mallorca. Han slutade trea i Trofeo Luis Puig och vann tre etapper av Tirreno-Adriatico. Freire tog också segern i poängtävlingen och slutställningen på det italienska etapploppet. Freire slutade på femte plats i Milano-Sanremo, som Alessandro Petacchi vann. Freire vann Brabantse Pijl, slutade på tionde plats i Amstel Gold Race och blev femma i Flèche wallonne, bara fyra sekunder bakom segraren Danilo Di Luca.
Efter vårsäsongen blev Freire tvungen att avsluta säsongen på grund av ett sadelsår, som hindrade honom från att cykla och han genomgick en operation för problemet.

### 2006
På grund av fortsatta skadebekymmer valde Freire att börja tävla igen först på Tirreno-Adriatico. Segern på etapp 3 ledde till att han fick bära ledartröjan under två dagar, men förlorade den sedan till den slutliga vinnaren, lagkamraten Thomas Dekker. Freire slutade på sjätte plats i Milano-Sanremo innan han vann sin andra raka Brabantse Pijl. Freire vann etapp 4 på Baskien runt, men vårklassikerna blev en besvikelse då han bara slutade på 17:e plats i Amstel Gold Race. På Schweiz runt tog han en soloseger på etapp 7, efter att ha tillbringat dagen tillsammans med några utbrytningskollegor. 
Freire vann den femte och nionde etappen på Tour de France 2006 och slutade i topp 3 på två andra etapper. Under etapp 12 i den franska tävlingen var han med i en utbrytning tillsammans med Jaroslav Popovytj, Alessandro Ballan och Christophe Le Mével och han slutade på tredje plats. Trots att han låg tvåa i poängtävlingen var han tvungen att avsluta loppet under etapp 18 på grund av smärta i halskotorna.
Óscar Freire fortsatte säsongen 2006 med att vinna det tyska endagsloppet Vattenfall Cyclassics framför Erik Zabel. Freire tog hälften av Rabobanks vinster under säsongen. Men säsongen blev kortare än förväntat på grund av att Freire skadade sig och fick nack- och ryggskador, vilket ledde till att han avbröt Tour de France, men också missade Vuelta a España och världsmästerskapen. I slutet av 2006 valde Freire och Rabobank att förlänga hans kontrakt med stallet fram till slutet av 2006.

### 2007
Óscar Freire tog segern i Trofeo Mallorca för tredje gången innan han vann etapp 2 och 5 av Vuelta a Andalucia. Freire vann den andalusiska tävlingen med en sekund framför italienaren Dario David Cioni. Han misslyckades med att vinna en etapp på Tirreno-Adriatico för första gången sedan 2002, men överraskade i stället genom att vinna Milano-Sanremo för andra gången. Under vårklassikersäsongen tog han sin tredje raka seger i Brabantse Pijl, slutade trea i spurten på Gent-Wevelgem, tog åttonde platsen i Amstel Gold Race och slutade elva i Fleche Wallone.
Freire vann inga etapper på Tour de France 2007, men slutade på topp 3 i tre av de sex första etapperna. Han valde att lämna loppet innan den första alpetappen. På Vattenfall Cyclassics slutade han på andra plats bakom Alessandro Ballan. 
Spanjoren vann etapp 2 av Vuelta a España 2007 och bar ledartröjan tills den ryske cyklisten Vladimir Efimkin tog över ledningen efter etapp 4. Under tävlingen vann Freire också etapperna 5 och 6. Han ledde poängtävlingen under flera etapper. Han avslutade Vuelta a Espana när loppet kom till Pyrenéerna.
Han slutade på 13:e plats i världsmästerskapen och slutade sedan trea i Paris-Tours bakom Alessandro Petacchi och Francesco Chicchi. 

### 2008

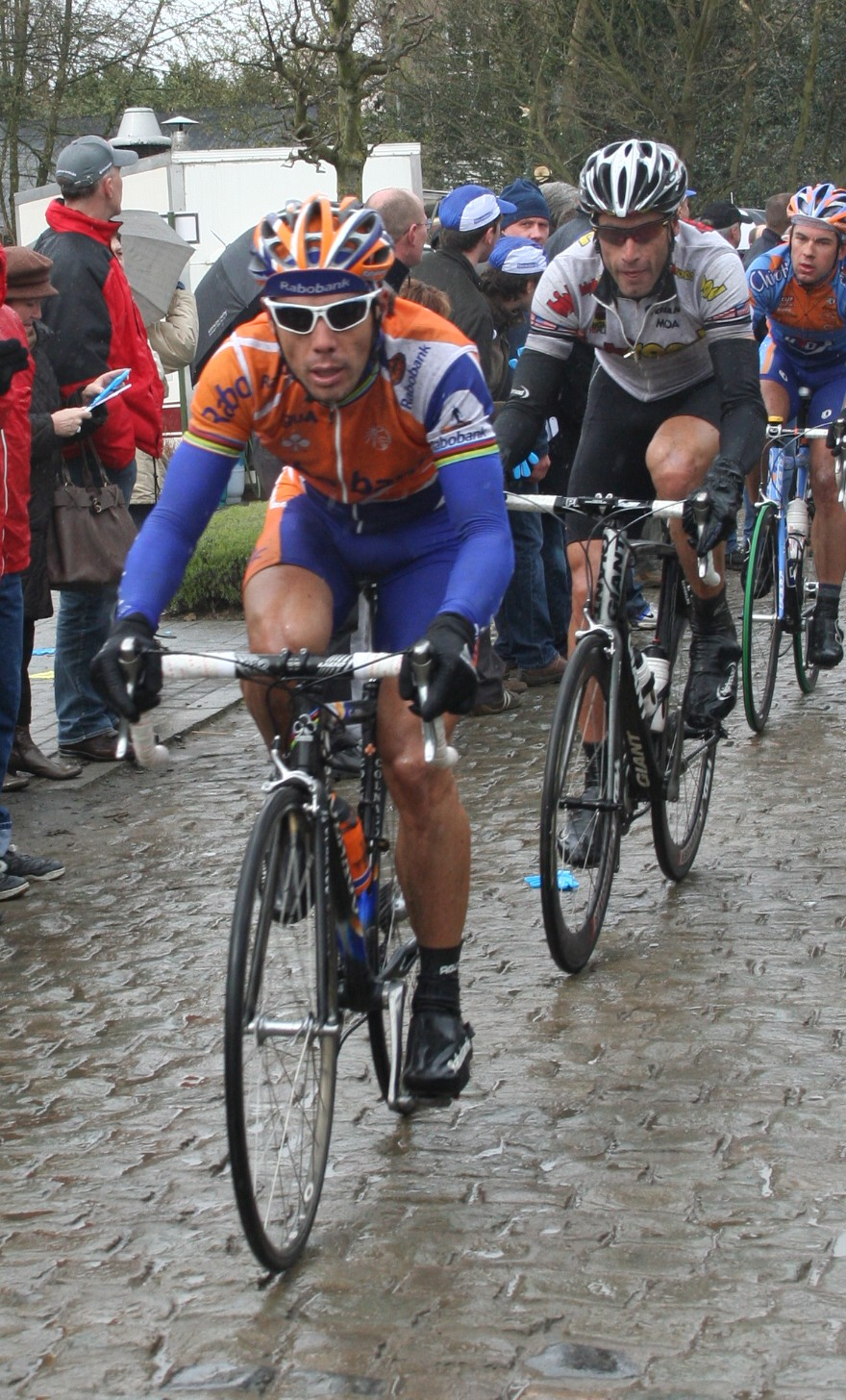
Freire under Flandern runt 2008.

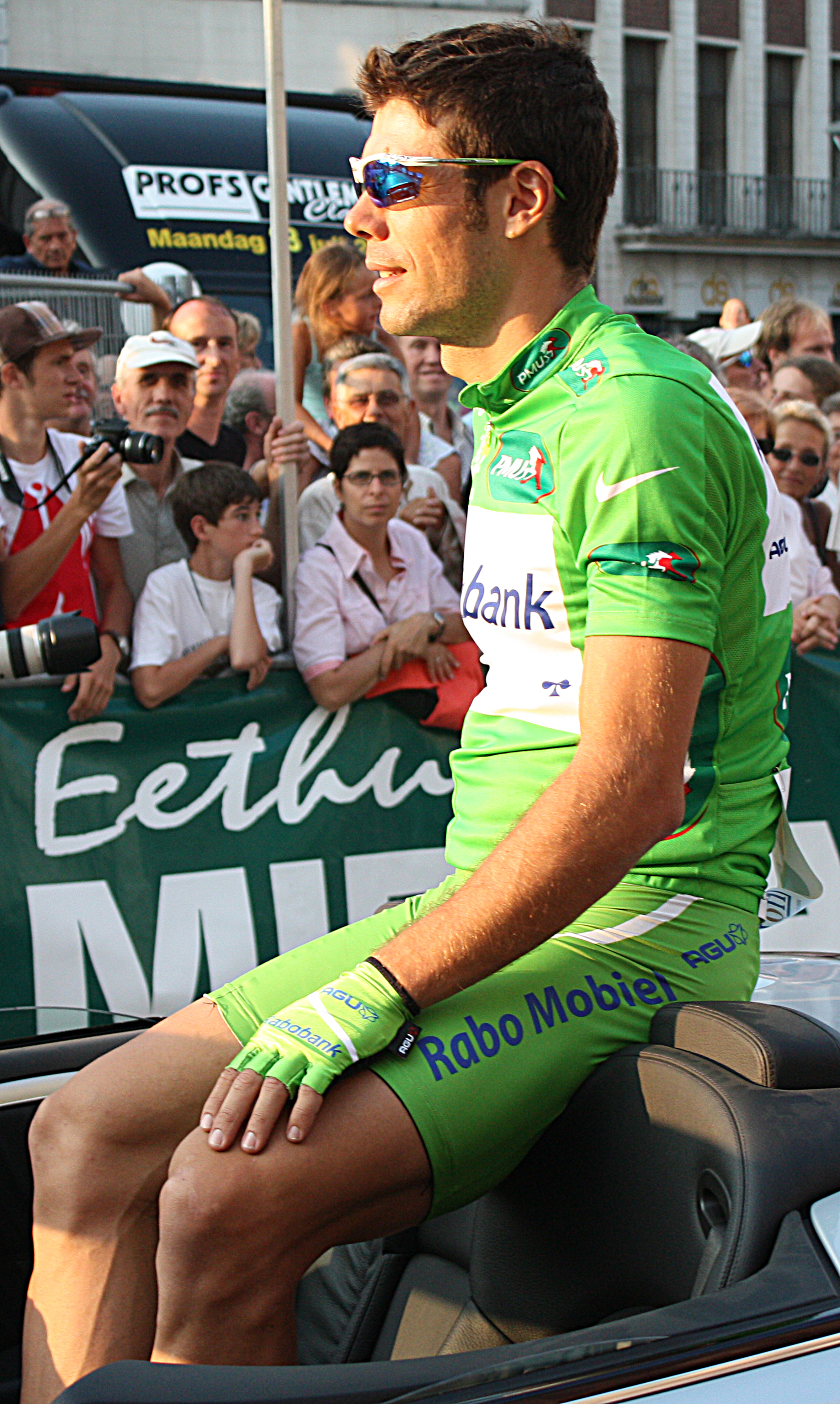
Freire vann den gröna poängtröjan i Tour de France 2008.

Óscar Freire startade sin säsong på Tour of California. Tillbaka i Spanien, slutade han tvåa i Clásica de Almería bakom Juan Jose Haedo innan han vann tre etapper och poängtävlingen i Tirreno-Adriatico. Han slutade på åttonde plats på Milano-Sanremo och vann Gent-Wevelgem. Han slutade också på elfte plats i Liège-Bastogne-Liège.
Spanjoren vann den första etappen av Schweiz runt. Freire vann etapp 14 under Tour de France 2008 efter att ha slutat i topp 10 på flera etapper. Han vann också tävlingens poängtävling stort framför norrmannen Thor Hushovd. Freire blev därmed den förste spanjoren att vinna poängtävlingen på Tour de France.
Senare under året vann han etapp 11 av 2008 års Vuelta a España, men lämnade loppet två dagar senare. 

### 2009
I februari 2009 slutade Freire tvåa på etapp 3 av Tour of California bakom Thor Hushovd, men dagen därpå bröt han två revben och var tvungen att lämna tävlingen. På grund av olyckan missad han Milano-San Remo, som var ett av spanjorens stora mål under året. Han kom tillbaka efter olyckan i slutet av april 2009 och vann nästan direkt etapp 2 av Romandiet runt framför Frantisek Rabon och Asan Bazajev. Senare under tävlingen vann han också etapp 5.
I juni slutade Freire på tredje plats under Schweiz runts andra etapp bakom Bernhard Eisel och Gerald Ciolek. På etapperna 3 och 6 av Schweiz runt slutade spanjoren på andra plats bakom Mark Cavendish. I juli slutade spanjoren tvåa på etapp 6 av Tour de France 2009 bakom norrmannen Thor Hushovd. På etapp 9 av Tour de France slutade han på tredje plats, 34 sekunder bakom Pierrick Fédrigo och Franco Pellizotti. Under Tour de France blev Freire skjuten i benet av ett luftgevär under etapp 13, men han kunde fortsätta tävlingen utan skador. Det var dock inte första gången som Freire blivit träffad av en kula från ett luftgevär, då samma sak inträffade när han var 16 år och satt på en motorcykel. Freire slutade på tredje plats på etapp 3 av Vuelta a España 2009 bakom Gregory Henderson och Borut Bozic. Under Vuelta a España berättade Freire att han tänkte avsluta sin karriär efter säsongen 2010. Freire slutade på femte plats på Paris-Tours bakom Philippe Gilbert, Tom Boonen, Borut Bozic och Filippo Pozzato. Han slutade trea på den mexikanska tävlingen Clásica Cancún i oktober 2009 bakom landsmännen Alberto Contador och Alejandro Valverde.

### 2010-2011

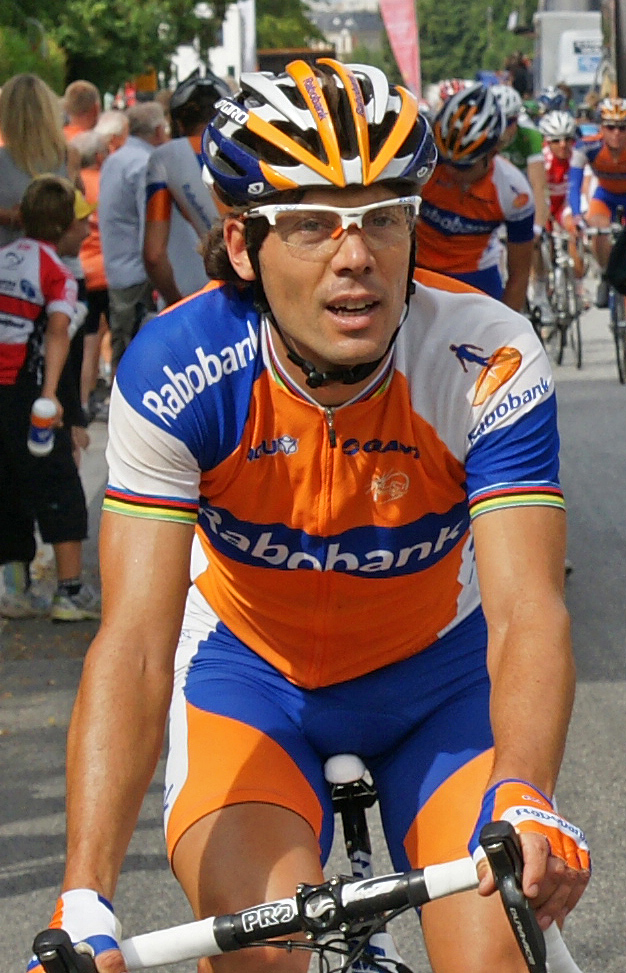
Óscar Freire under 2011 års Danmark runt.

I mars 2010 tog Freire segern i Milano-Sanremo framför Tom Boonen och Alessandro Petacchi för tredje gången i sin karriär. Han önskade att starta Giro d'Italia för första gången, men var tvungen att avstå på grund av allergi. Han blev ersatt av Steven Kruijswijk. 
Freire slutade på sjätte plats i världsmästerskapens linjelopp. I oktober blev Freire den första spanjoren att vinna Paris-Tours.
Kort innan världsmästerskapen 2011 berättade Óscar Freire att han tänkte avsluta sin karriär i slutet av säsongen om han inte vann linjeloppet. Freire hade haft andningsproblem under säsongen och blev tvungen att avstå från Tour de France 2011 och lämnade Vuelta a España innan loppet var över.

## Team Katusha

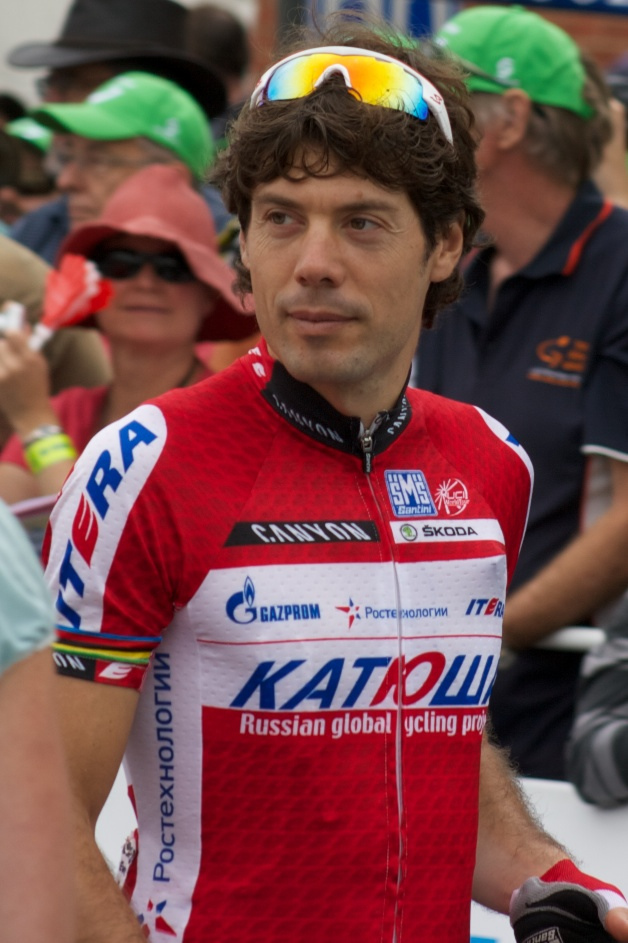
Óscar Freire

Freire bestämde sig ändå för att fortsätta sin karriär. Rabobank lyckades inte fixa ett nytt kontrakt till spanjoren, som i stället började diskutera kontrakt med andra stall. Omega Pharma-Quick Step, Lotto-Belisol och Geox-TMC var intresserade, men spanjoren valde Katusha.
Under säsongen 2012 var Freire fri från sina tidigare hälsoproblem och han vann etapp 3 på Tour Down Under och vann sedan etapp 3 på Vuelta a Andalucia. På vårklassikerna slutade Óscar Freire fyra på Amstel Gold Race och sjua i Milano-Sanremo, men slutade också tvåa i E3 Harelbeke och Brabantse Pijl. Under säsongen önskade Freire att delta i Olympiska sommarspelen 2012, men också i Tour de France och världsmästerskapen.

## Stall
- Vitalicio Seguros-Grupo Generali 1998–1999
- Mapei-Quick Step 2000–2002
- Rabobank 2003–2011
- Team Katusha 2012–